# Rory Dodd
Rory Dodd, född i Port Dover i Ontario i Kanada, är en musiker (sångare) i kretsen kring Jim Steinman. Han är bosatt (2007) i New York.
Dodd har främst varit bakgrundssångare i låtinspelningar med diverse artister, bland annat på Meat Loafs succéalbum Bat Out of Hell från 1977, men även sjungit tre låtar själv ("Lost Boys and Golden Girls", "Surf's Up" och "Rock and Roll Dreams Come True") på Steinmans soloalbum Bad for Good. Han sjöng också, tillsammans med Holly Sherwood, i bandet Fire Inc. som spelade in två av Steinmans låtar till soundtracket till filmen Streets of Fire.
Rory Dodd sjunger Turn around-raderna i Bonnie Tylers megahit "Total Eclipse of the Heart", som även den är skriven av Steinman.